# Fundação de Amparo à Pesquisa do Estado de Goiás
A Fundação de Amparo à Pesquisa do Estado de Goiás (FAPEG) é uma fundação do estado de Goiás, Brasil. Criada em 12 de dezembro de 2005, tem a finalidade de fomentar a pesquisa científica com ações como concessões de bolsas de formação de mestrado e doutorado para as Instituições de Ensino Superior do estado. A sede está localizada o Setor Sul em Goiânia.